# 생물안전작업대

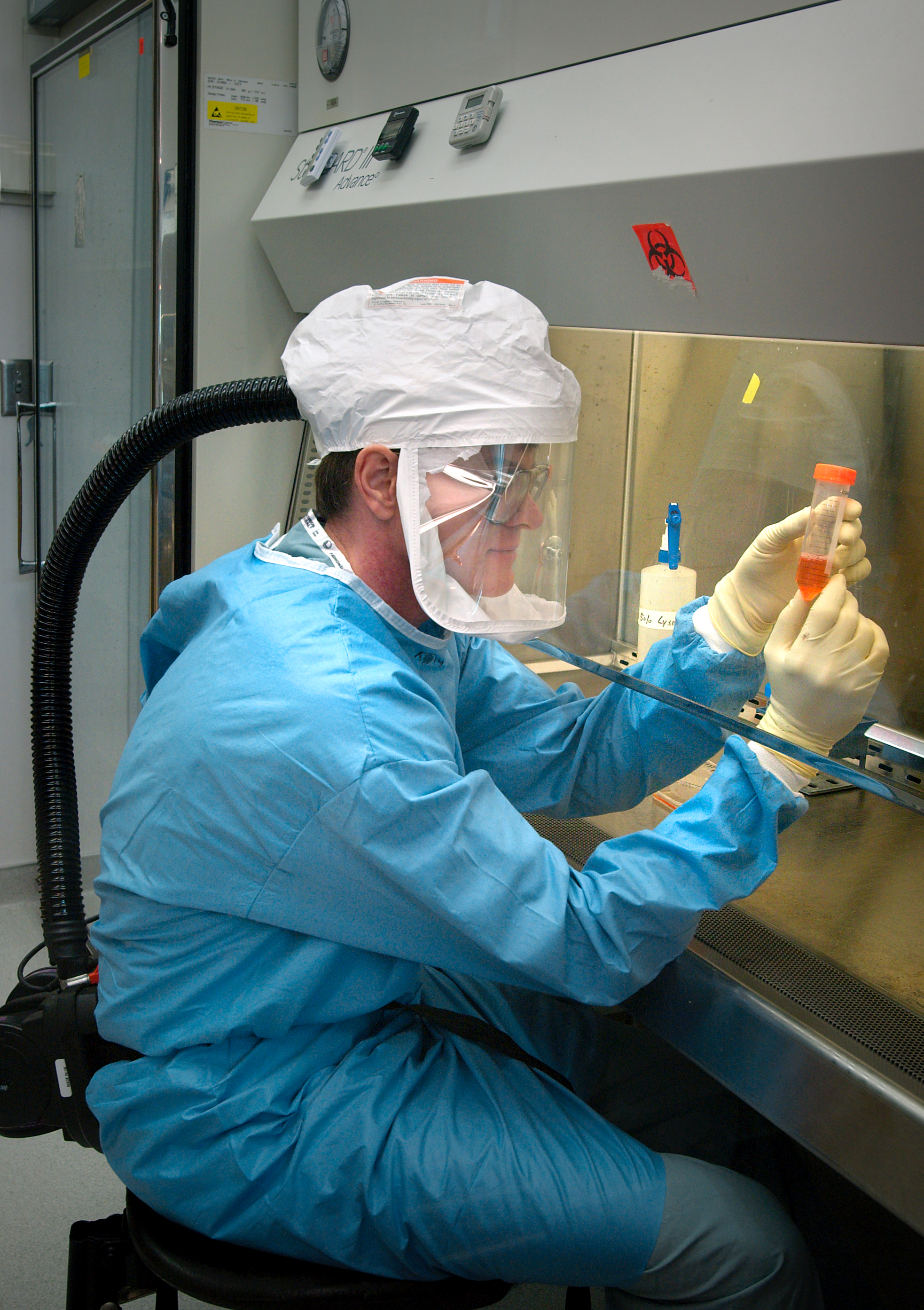
생물안전작업대 내에서 인플루엔자 연구를 수행하는 미생물학자

생물안전작업대(biosafety cabinet, BSC)는 정의된 생물 안전도가 필요한 병원체에 오염된(또는 잠재적으로 오염된) 물질을 안전하게 작업하기 위한 밀폐되고 환기된 실험실 작업 공간이다. 다양한 유형의 BSC가 존재하며, BSC가 제공하는 생물학적 봉쇄 정도에 따라 구분된다. BSC는 1950년에 처음으로 상업적으로 이용 가능해졌다.

## 목적
BSC의 주요 목적은 실험실 작업자와 주변 환경을 병원균으로부터 보호하는 수단으로 사용되는 것이다. 모든 배출 공기는 생물안전작업대를 빠져나갈 때 HEPA 필터를 거쳐 유해한 세균과 바이러스를 제거한다. 이는 여과되지 않은 배기 공기를 사용자에게 불어넣는 층류 청정 벤치와 대조되며 병원성 물질을 사용하는 작업에는 안전하지 않다.:13 대부분의 BSC도 퓸 후드로 사용하기에 안전하지 않는다. 마찬가지로, 퓸 후드는 BSC의 HEPA 여과가 제공하는 환경 보호 기능을 제공하지 못한다. 그러나 대부분의 BSC 클래스에는 내부 물질("제품")의 무균성을 유지하려는 2차적인 목적이 있다.

## 같이 보기
- 퓸 후드